# Чаксы
Чаксы — село в Мамадышском районе Татарстана. Входит в состав Тавельского сельского поселения.

## География
Находится в северной части Татарстана на расстоянии приблизительно 34 км на запад-северо-запад по прямой от районного центра города Мамадыш.

## История
Известно с 1619 года как Чакши, упоминалось и как Часки. В начале XX века здесь была земская школа.

## Население
Постоянных жителей было: в 1782 — 42 души мужского пола, в 1859—660, в 1897—1370, в 1908—1141, в 1920—1229, в 1926—1390, в 1949—236, в 1958—446, в 1970—391, в 1979—308, в 1989—206, в 2002 году 184 (русские 87 %), в 2010 году 136.